# Urán-diszilicid
Az urán-diszilicid szervetlen vegyület, benne az urán oxidációs száma +4. Radioaktív.

## Fordítás
Ez a szócikk részben vagy egészben  az   Uranium disilicide című angol Wikipédia-szócikk fordításán alapul.  Az eredeti cikk szerkesztőit annak laptörténete sorolja fel. Ez a jelzés csupán a megfogalmazás eredetét és a szerzői jogokat jelzi, nem szolgál a cikkben szereplő információk forrásmegjelöléseként.